# Triphyllozoon moniliferum
Triphyllozoon moniliferum är en mossdjursart som först beskrevs av William MacGillivray 1860.  Triphyllozoon moniliferum ingår i släktet Triphyllozoon och familjen Phidoloporidae. Inga underarter finns listade i Catalogue of Life.